# خرطيط التين
خِرْطِيط التين أو قَوْبَعَة التين نوع من العثة من عائلة الزفنيات. صغيرة القد منقوشة الروشنين بسطتها نحو ١٥ سم. أجيالها الحولية اثنان. يرقاتها ترعى بشرة نصل الأوراق على صفحاتها العليا.
الجملانة تسبت في الشتاء ويظهرون في أوائل الربيع. تتغذى اليرقات على التين. إنها محمية بشبكة من الخيوط الحريرية. الجملانات من جيل الصيف يظهرون في يوليو. الجيل الثاني يظهر في الخريف ويذهب في السبات.

## معرض الصور

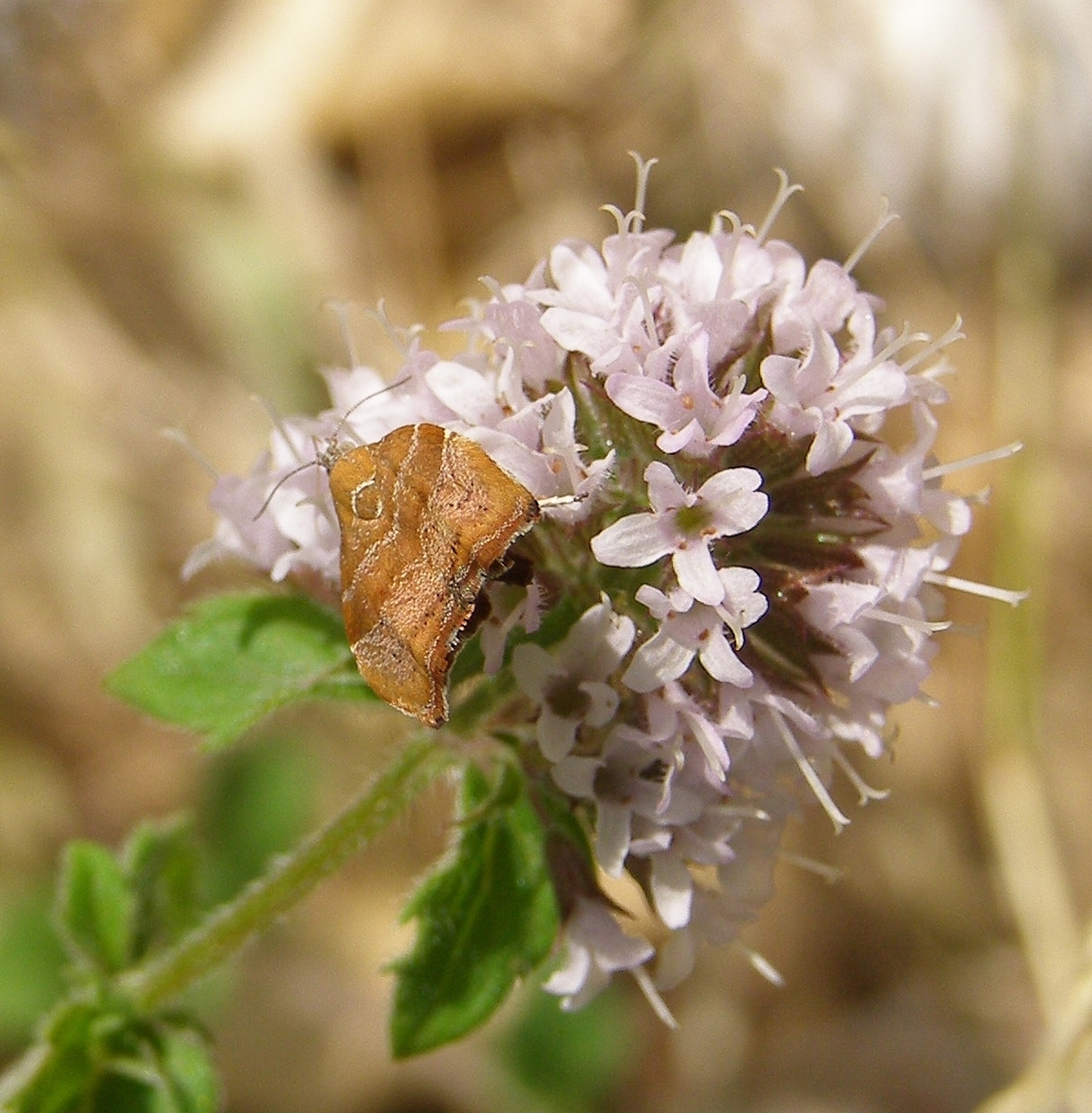
خرطيط التين
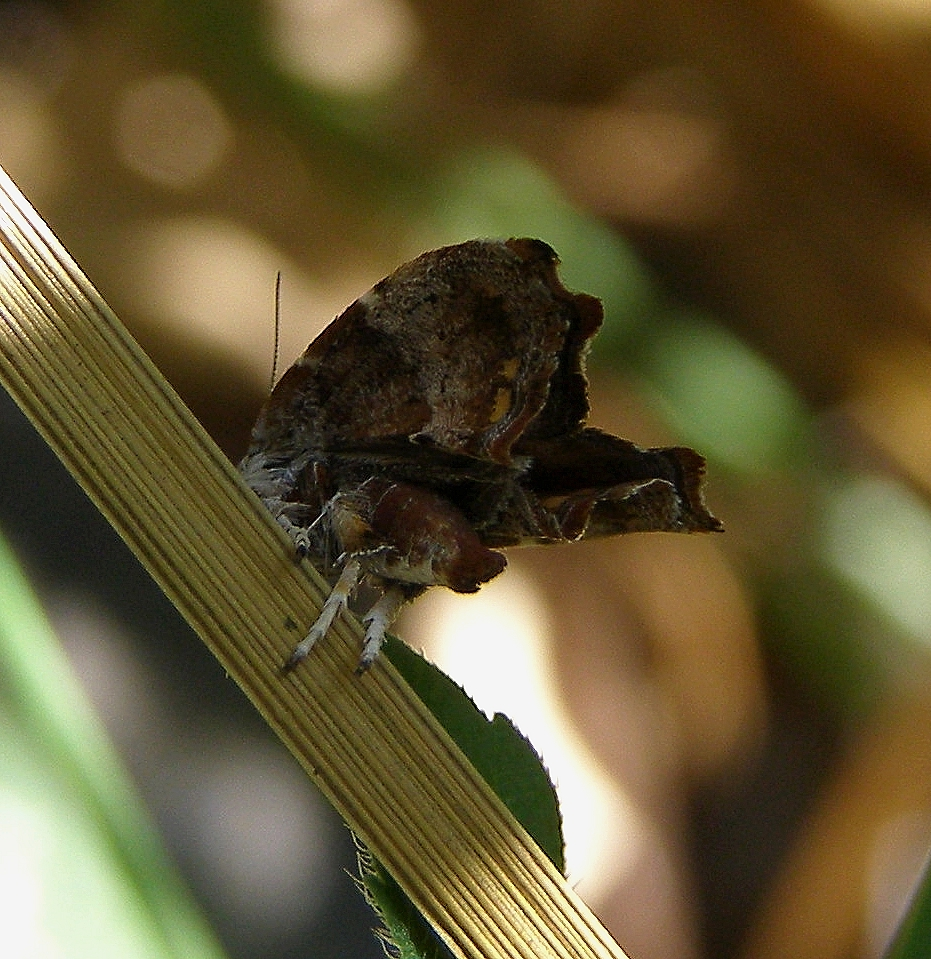
الجانب السفلي من الأجنحة الخلفية
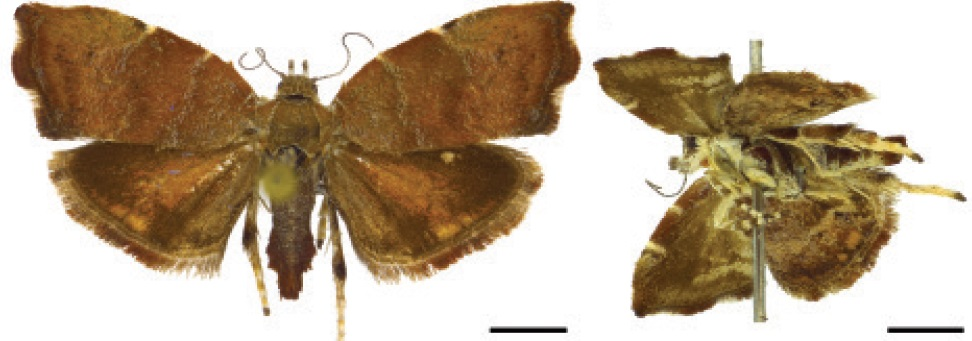
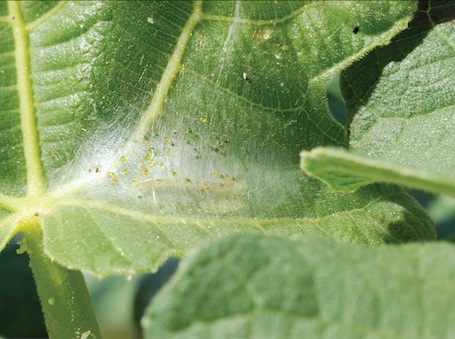
اليرقة تحت نسيج حريري
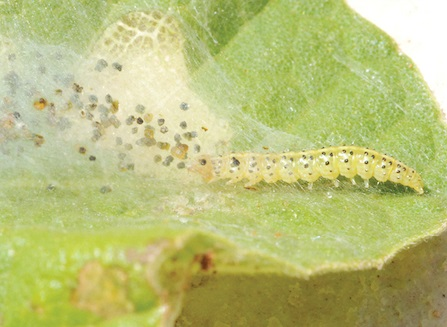
خروج يرقات من المأوى الحريري